# Dioptrochasma homochroa
Dioptrochasma homochroa là một loài bướm đêm trong họ Geometridae.